# 空族
空族（くぞく）は、日本の映画作家集団である。

## 沿革
2004年、富田克也、相澤虎之助、高野貴子らにより映画作家集団・空族（くぞく）が発足。「作りたい映画を勝手に作り、勝手に上映する」をモットーに活動を開始。作品の舞台となる土地で実際に生活を営む人たちへ取材を綿密に行い、非職業俳優を積極的にキャスティングすることで、ストリートのリアリティをフィクションに取り入れる。
代表作に郊外都市の荒んだ若者たちの日常を描いた『国道20号線』（2007）、寂れゆく日本経済を背景に、肉体労働者、移民、そしてヒップホップで奏でる『サウダーヂ』（2011）。またタイおよびラオスにてオールロケを行った『バンコクナイツ』（2016）では、バンコクの日本人専門の歓楽街で働くタイ人女性と、そこを訪れた日本人男性の逃避行を物語の軸に、20世紀のインドシナ半島での戦争の傷跡をトレースしつつ、複層的な物語構成によって、東南アジアから現代日本を逆照射した。
2011年、『サウダーヂ』は第64回ロカルノ国際映画祭で独立批評家連盟特別賞を受賞した。そのほか、第33回ナント三大陸映画祭で金の気球賞を受賞、第26回高崎映画祭にて最優秀作品賞を受賞。翌年、第66回毎日映画コンクールでは日本映画優秀賞と監督賞を受賞、山梨文学シネマアワード2013ではクリスタルアワードを受賞した。第85回キネマ旬報ベストテンでは6位に入選した。
2016年、『バンコクナイツ』が第69回ロカルノ国際映画祭で若手審査員賞を受賞。翌年、毎日映画コンクールにて監督賞と音楽賞をダブル受賞。第91回キネマ旬報ベストテンでは6位に入選した。
2018年、『典座-TENZO-』は第72回カンヌ国際映画祭《批評家週間》に特別招待され上映された。

## 族員
- 富田克也
- 相澤虎之助
- 高野貴子
- 山﨑巌
- 石原寛郎
- 河上健太郎[7]
- 岩井秀世

## 制作作品
【映画作品】
- 花物語バビロン（1997）監督：相澤虎之助
- かたびら街（2003）監督：相澤虎之助
- 雲の上（2003）監督：富田克也
- 国道20号線（2006）監督：富田克也
- FURUSATO2009（2009）監督：富田克也
- サウダーヂ（2011）監督：富田克也
- バビロン2 THE OZAWA（2012）監督：相澤虎之助
- チェンライの娘（2012）監督：富田克也
- バンコクナイツ（2016）監督：富田克也
- 映画 潜行一千里（2017）監督：向山正洋
- 典座 ―TENZO―（2019）監督：富田克也

【映像インスタレーション作品】
- 潜行一千里（2017）
- ILHA FORMOSA（2023）